# Dieter Not Unhappy
Dieter Not Unhappy ist eine prämierte, mittellange deutsche Tragikomödie. Der Film zeichnet, teils mit den Mitteln der Satire und der Persiflage, ein Psychogramm des eigenwilligen und schwer zugänglichen Kunstbuchdruckers und Verlegers Dieter Burchart, verkörpert von Christoph M. Ohrt.

## Inhalt
Der skurrile deutsche Kunstbuchdrucker und Verleger Dieter Burchart bespricht mit der US-amerikanischen Fotografin Marge Mirron in deren Landhaus den Entwurf ihres neuen Bildbandes. Dabei nimmt das Kundengespräch, als Dreh- und Angelpunkt der Story, zu der man mehrmals zurückkehrt, immer stärker private Züge an, während Marge versucht, hinter die Fassade des unzugänglichen Sonderlings zu blicken.
Auf einer anderen Erzählebene wird Dieters Alltag und Berufsleben in der Kunstbuchszene dargestellt. In überschwänglicher Gehetztheit gibt der angesehene Drucker und Verleger Fernsehinterviews, besucht exzentrische Künstler, wickelt internationale Aufträge ab. Im Schlepptau dienstbare Geister wie seine zerstreute Gehilfin Annette. Privat bewohnt Dieter ein spartanisches Apartment, wo er noch vor dem Wecker aufsteht. Als ihm eines Tages sein neuer Assistent Johannes Berger vorgestellt wird, ist der skeptische Perfektionist ungewohnt schnell überzeugt von dem jungen Mann. Gutaussehend, ein wenig forsch und mit Ahnung vom Fach, wird Johannes sofort nach Paris mitgenommen. Auf einer glamourösen Vernissage des südafrikanischen Fotografen Pieter Hugo erweist sich der neue Assistent als ehrgeiziges Talent, das ohne Mühe Bekanntschaften in der Szene schließt. Stolz und mit Gefallen beobachtet ihn Dieter. Doch endet der Paris-Aufenthalt schlagartig mit einer unangenehmen Situation am nächsten Morgen, als er Johannes nackt im Hotelschlafzimmer überrascht.
Marge indes ist bemüht, sich Dieter auf privater Ebene zu nähern. Jugend, erste Wohnung, Sohn Shawn, ihr verstorbener Lebensgefährte Edgar. Seltsam wortkarg verweist Dieter bloß auf finanzielle Unterstützungen seitens der Eltern beim Ankauf seines ersten Druckers.
Denn das Leben von Dieters einziger Bezugsperson, seiner Mutter Sigrun, endet traurig und abrupt mit den Stationen Pflegebedürftigkeit, Krankenhaus und Tod. Dieter, der überstürzt von der Arbeit in die Klinik eilt, kann nicht mit einer trauernden Pflegerin und dem aufdringlichen Seelsorger Störbrock umgehen. So flüchtet er aus der Situation, bevor ihn jegliche Emotion überwältigen kann. In den darauffolgenden Wochen wird sein Verhältnis zu Johannes zunehmend belastet. So entzieht Dieter ihm aus Eifersucht einen Kunden. Für die verschrobene Annette, die Gefühle für ihren Chef hegt und in der schweren Zeit beistehen will, hat Dieter wiederum kein Auge übrig.
In einem Disput mit Marge kristallisiert sich eine gemeinsame Vergangenheit zwischen ihr und Dieter heraus, die über das Geschäftliche hinausgeht. Dieter habe vor Jahren Marges Lebensgefährten, den angesehenen Kunstfotografen Edgar, als Kunden fallengelassen, nachdem klar gewesen sei, dass dieser nicht mehr lange leben werde, obwohl sich über die Zeit eine Art Freundschaft zwischen den beiden entwickelt habe.
Dieter versteckt seine Einsamkeit konsequent hinter unablässiger Arbeit. Als Assistent Johannes ihn damit konfrontiert, kündigen zu wollen, schafft Dieter es nicht, ihn zu halten. Statt der „soft facts“, die Johannes für ihre Arbeitsbeziehung einfordert, kann Dieter bloß ein „Projekt [...] in New York“ von „ambitionierten Künstlern“ anbieten. Sie trennen sich.
Marge scheint es schließlich zu schaffen, Dieters Schutzwall zu durchdringen, als sie ihn mit der Nachfolge in seiner Firma konfrontiert. Sie überredet ihn, selbst für ein Porträtfoto zu posieren. Das enthüllende, wenig schmeichelhafte Bild liegt vor Dieter auf dem Tisch. In trockener Einsicht („So ist er halt.“) lässt er Marge mit offenem Mund stehen und eilt weiter zum nächsten Termin.

## Produktion
Dieter Not Unhappy, produziert von der Rabiatfilm, ist ein Förderprojekt der Film- und Medienstiftung NRW gewesen. Neben Eigenmitteln der Rabiatfilm, Filmförderung und weiteren Unterstützungen flossen Mittel aus dem Volker-Rodde-Preis 2016, um das Projekt realisierbar zu machen. Gedreht wurde an 14 Tagen im Februar und März 2017, damit lagen zwischen Förderbescheid und Drehbeginn kaum zwei Monate der Drehvorbereitung. Die Drehorte lagen vor allem in Nordrhein-Westfalen (Köln, Solingen, Bergisch Gladbach) sowie in Hessen (Sinn, Herborn). Dabei diente ein Motiv bei Solingen als Marges amerikanisches Landhaus. Dieters Firma wurde in einer Fleisbacher Druckerei und im Sinner Industriegebiet (Haas & Sohn-Hochhaus) in Szene gesetzt.
Mit Christoph M. Ohrt, Leslie Malton und François Goeske konnte ein für einen Abschlussfilm recht namhafter Cast gewonnen werden. Ohrt begründete sein Mitwirken mit der Charakterrolle des Dieter. Neben dem immer wieder auftauchenden Thema Kunst habe ihn gerade die geheimnisvolle Vielschichtigkeit des sperrigen Hauptcharakters am Drehbuch interessiert. Für Goeske habe der Reiz des Stoffs in seinem Feinsinn gelegen, Dinge zu sagen bzw. bildhaft zu erklären, ohne sie explizit auszusprechen. „Solche Filme“ seien für Schauspieler eine „große Chance“.
Gerade Ohrt komme in dem Film auffallenderweise „sehr ungeschminkt“ daher und gebe wenig Acht auf sein Erscheinungsbild. Diese konsequente „Authentizität“ in Maske und Kostüm sei eine bewusste Entscheidung der Filmemacher gewesen, der sich die Schauspieler angeschlossen haben.
Letztlich hatten ebendiese „Detailgenauigkeit“ und der „Fleiß“ der Filmemacher durchaus strapaziöse Folgen für alle Beteiligten. So wurde die im fertigen Film kurze Sequenz, in der Dieter durch den gesamten Burchart Verlag hetzt, siebzehnmal über drei Stunden lang wiederholt.
Der Film wird meist in einer gekürzten Fassung vorgeführt, in der Bill Mockridge (Rolle: Edgar Huebel) nicht vorkommt, jedoch im Abspann genannt wird. Ebenso der Musiker Michael Heck. Der südafrikanische Fotoporträtist Pieter Hugo hat einen Cameo auf der Pariser Vernissage.

## Rezeption
Tobias Kessler spricht eine Empfehlung für den Film mit dem markanten Titel Dieter Not Unhappy aus, welcher sehr gut passe. Verleger/Drucker Dieter, über die Lebensmitte hinaus, geriere sich „pompös“, er doziere. Christoph M. Ohrt spiele die Figur gereizt bis zuletzt. Die Szenen, in denen Marge Dieter ins Gewissen redet, seien überspitzt in ihrer Deutlichkeit. Kessler schreibt dem Film eine didaktische Wirkung zu.

„Christian Schäfer (Regie) und Glenn Büsing (Drehbuch) zeigen einen letztlich einsamen Handlungsreisenden mit Rollkoffer in Sachen Kultur, dem es am besten geht, wenn er nicht über sein Leben nachdenkt.“

## Auszeichnungen
- 2017: Auszeichnung mit dem Volker-Rodde-Preis als Bester Film des Jahres
- 2018: Nominierungen für den Max-Ophüls-Preis und den Publikumspreis im Wettbewerb Mittellanger Film, 39. Filmfestival Max Ophüls Preis
- 2018: Teilnahme 71. Internationale Filmfestspiele von Cannes, Sélection Court Métrage
- 2018: Nominierungen in der Kategorie Short Film (Best Student Short und Over 15 Minutes), Palm Springs International Film Festival
- 2018: Nominierung als Bester Kurzfilm, Filmfestival Kitzbühel
- 2018: Auszeichnung mit dem Slate Award 2018 als Best Student Film, 21. California Independent Film Festival (CAIFF)
- 2018: Nominierung als Bester Film, Filmpreis Und Bitte!
- 2018: Nominierung in der Kategorie International Competition, shnit worldwide shortfilm festival
- 2019: Nominierung als Bester mittellanger Spielfilm, 42. Grenzland-Filmtage